# Next Generation Squad Weapon
англ. Next Generation Squad Weapon (NGSW, укр. зброя відділення наступного покоління) — започаткована у 2017 році Армією США програма з пошуку заміни карабінам M4, ручному кулемету M249 SAW, кулемету M240. Також мав бути знайдений новий стандартний набій для них, а також створені нові системи керування вогнем.
19 квітня 2022 року було оголошено переможців конкурсу. Компанія Sig Sauer перемогла з карабіном MCX 6.8 Spear як заміну M4 та кулеметом LMG 6.8 як заміну M249 SAW які тепер матимуть позначення M7 та M250 відповідно. Компанія Vortex Optics виготовлятиме систему керування вогнем XM157. Компанія Winchester виготовлятиме розроблені компанією Sig Sauer спеціальні набої 6.8 мм.